# Pernis apivorus
Pernis apivorus là một loài chim trong họ Accipitridae.